# Брошь Фуллера

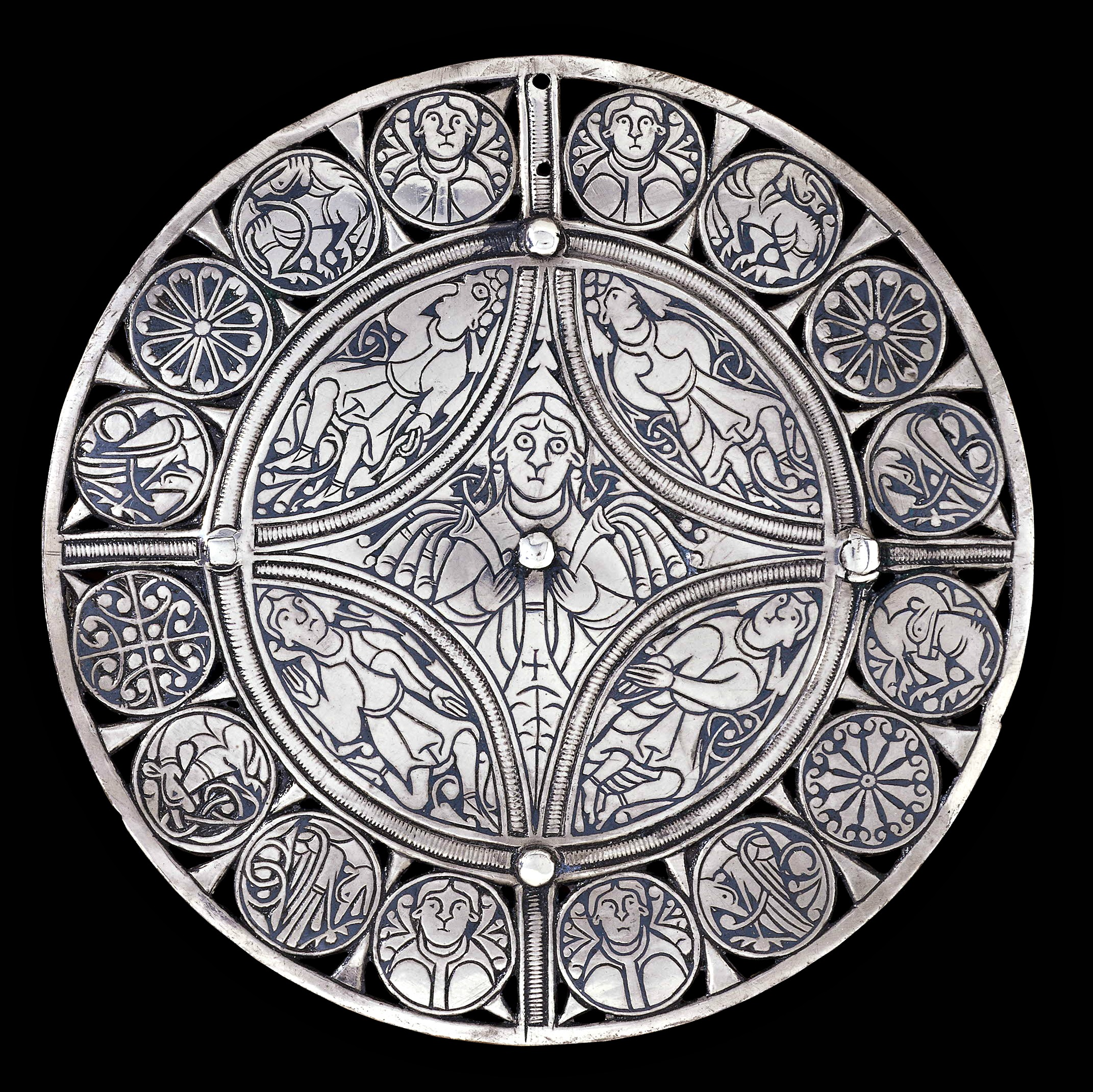
Вид спереди на брошь

Брошь Фуллера (англ. Fuller Brooch) — англосаксонская серебряная брошь, изготовленная во второй половине IX века. Великолепно сохранившееся украшение находится в настоящее время в Британском музее и считается значимым артефактом раннесредневековой Англии и образчиком ювелирного искусства англосаксов.

## Описание
Брошь сделана из листового серебра с применением чернения, её диаметр составляет 114 мм (4,5 дюйма). Центр броши украшают персонифицированные изображения пяти чувств — Зрения (в центре, считалось в Средние века важнейшим из органов чувств), Вкуса (слева вверху; фигура, олицетворяющая вкус, помещает руку в рот), Обоняния (справа вверху; стоит среди высоких растений, руки держит за спиной); Слуха (слева внизу; прислушивается, приложив руку к уху) и Осязания (справа внизу; потирает руки). Основная композиция окружена орнаментом из 16-ти маленьких медальонов с изображением людей, животных, птиц или растительных узоров.
Брошь Фуллера сравнивают с другой известной англосаксонской брошью того же периода, брошью Стрикленда, также изготовленной из серебра с чернью и тоже хранящейся в Британском музее. Обе броши относятся к так называемому стилю Тревиддл.

## История
Брошь сохранилась в отличном состоянии, хотя игла и её крепление были удалены, а в верхней части диска были проделаны отверстия, чтобы использовать брошь как подвеску. Из-за столь хорошей сохранности изделие первоначально было принято за подделку, после чего его приобрел капитан Альфред Уолтер Фрэнсис Фуллер по цене серебра. После того как в 1949 году стала известной брошь Стрикленда, дополнительные исследования подтвердили подлинность броши Фуллера. Капитан Фуллер в 1952 году передал брошь Британскому музею с условием, что она будет именоваться в его честь.